# Luxemburgi frank
A luxemburgi frank (ISO 4217-kód: LUF; pénzjel: F) Luxemburg hivatalos pénzneme volt az euró bevezetése előtt, váltópénze a centime (franciául) vagy cent (németül).